# Šárka Pančochová
Šárka Pančochová (* 1. listopadu 1990 Uherský Brod) je česká snowboardistka, světová medailistka a olympionička.

## Sportovní kariéra
Do svých 14 let vyrůstala v Maršově, místní části Uherského Brodu. Poprvé si stoupla na snowboard v 11 letech. Trénovala v malém lyžařském středisku v Nezdenicích. V 15 letech se zúčastnila týdenního snowboard campu, kde si ji všiml bývalý profesionální snowboardista Jožin Toufar, který ji následně začal trénovat. Od 15 let se věnuje freestyleovému snowboardingu profesionálně. Větší část roku trénuje a žije ve snowboardovém středisku v Coloradu.

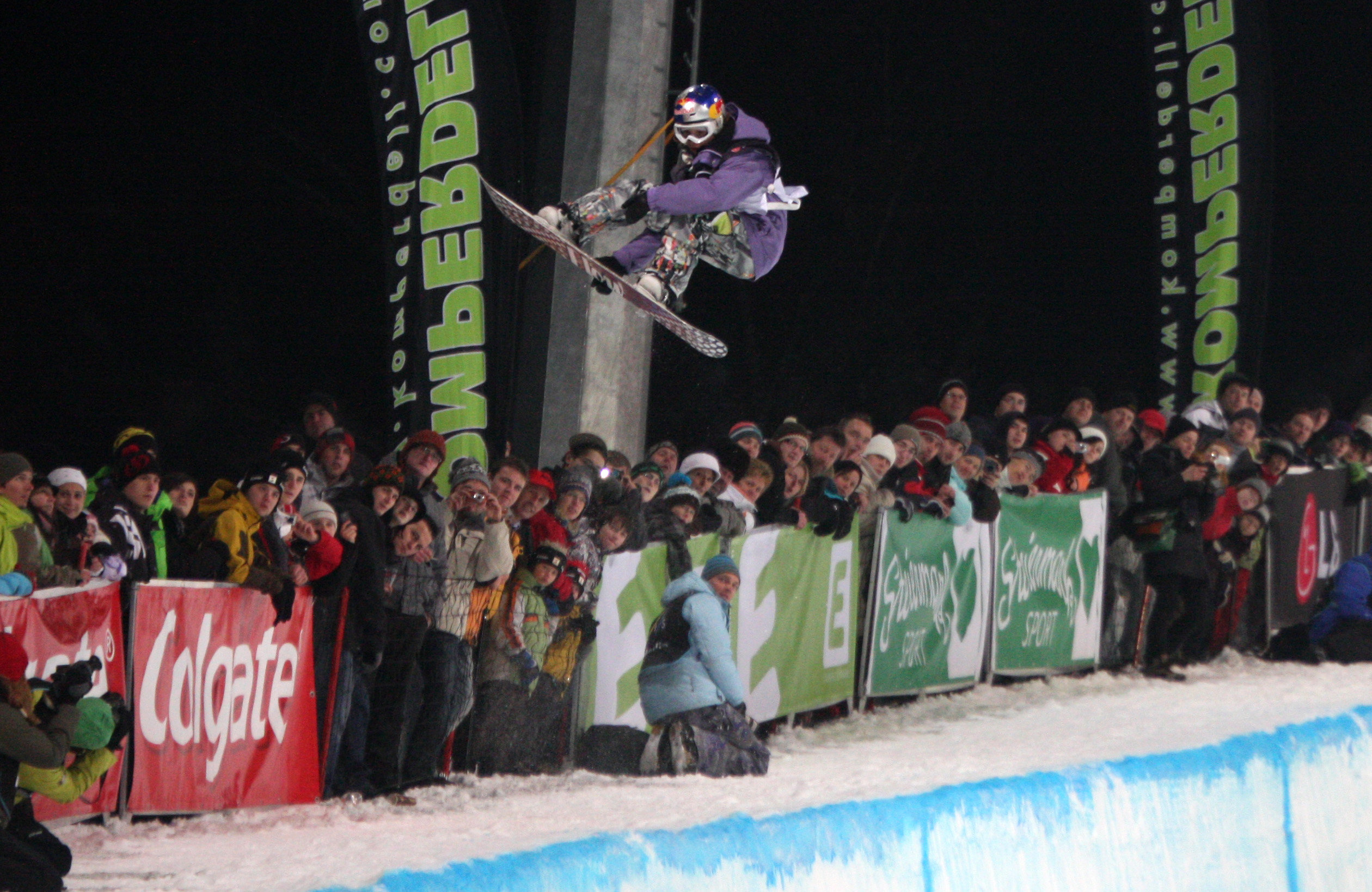
Šárka Pančochová v závodě Světového poháru v roce 2010

Ve Světovém poháru závodí od listopadu 2007. V roce 2008 se stala juniorskou mistryní světa v disciplíně Big Air. O rok později se umístila 9. na MS na U-rampě. Dne 7. ledna 2010 poprvé vyhrála závod ve Světovém poháru v rakouském Kreischbergu na U-rampě. Tímto vítězstvím se zároveň kvalifikovala na Zimní olympijské hry 2010, které se konaly v kanadském Vancouveru, kde skončila na U-rampě na 14. místě. Na Mistrovství světa 2011 v La Molině vybojovala svou první velkou medaili mezi dospělými, když ve slopestylu skončila druhá. Jejím dalším úspěchem je zisk stříbrné medaile ve slopestylu v premiérovém startu na X Games 2013. Na Zimních olympijských hrách 2014 v Soči obsadila ve slopestylu páté místo a na U-rampě 16. příčku.
V sezóně 2013/2014 získala v závodech Světového poháru malý křišťálový glóbus ve slopestylu a velký křišťálový glóbus za prvenství v celkovém hodnocení SP ve freestylových disciplínách.
Zúčastnila se také ZOH 2018, kde byla ve slopestylu šestnáctá a v Big Airu devatenáctá.

## Osobní život
Pančochová vystoupila v březnu 2017 se svým coming outem, kdy pro server Outsports prohlásila, že ji nyní více přitahují ženy, a podpořila další LGBT sportovce k otevřenosti. V červenci 2019 se zasnoubila se svou přítelkyní Kaileen Lareeovou, jež má dceru Khaylu z předchozího rozvedeného manželství. V srpnu téhož roku však oznámila, že se s partnerkou rozhodly sňatek odložit až na dobu, kdy i v České republice bude umožněno stejnopohlavní manželství. I přes to, že k tomu do té doby nedošlo, se snoubenky v srpnu 2021 v USA vzaly.